# القلاع (ملحان)

تعديل مصدري - تعديل

القلاع هي إحدى قرى عزلة بدح بمديرية ملحان التابعة لمحافظة المحويت، بلغ تعداد سكانها 488 نسمة حسب تعداد اليمن لعام 2004.